# هواوي واي 9 إي
هواوي واي 9 إي (بالإنجليزية: HUAWEI Y9a) هو هاتف ذكي من هواوي، تم طرحه في الأسواق في 2020. هواوي واي 9 إي هو النسخة العالمية من هواوي Enjoy 20 Plus 5G الذي يستهدف السوق الصيني،يأتي الهواوي واي 9 اى بشاشة مقاس 6.63 انش من نوع LCD، بدقة +FHD، بمعالج Helio G80 من ميدياتك، بنما البطارية جاءت بسعة 4200 ميلي أمبير وتدعم الشحن السريع بقدرة 40 واط، وفي عدد آخر من البلدان سيدعم شحن سريع بقدرة 22.5 واط فقط. وسوف يتوفر الهاتف في الشرق الأوسط بالتحديد بنسخة 8 جيجابايت رام + 128 جيجابايت ذاكرة تخزين، وفي بقية دول العالم برام 6 جيجابايت وذاكرة تخزين 128 جيجابايت ويدعم الهاتف منفذ تركيب ذاكرة خارجية حتى 256 جيجابايت. سيتوفر الهاتف بعدد من الألوان مثل الوردي، الأسود والفضي، وسيعمل بنظام اندرويد 10 مع واجهة إي إم يو آي 10.1.